# Beška
Beška (cyr. Бешка) – wieś w Serbii, w Wojwodinie, w okręgu sremskim, w gminie Inđija. Leży w regionie Srem. W 2011 roku liczyła 5783 mieszkańców.